# Кайрат (фільм)
«Кайрат» («Kairat») — радянський художній фільм 1991 року, знятий режисером Дарежаном Омірбаєвим на кіностудії «Казахфільм».

## Сюжет
Молода людина, опинившись у великому місті, намагається прорватися крізь стіну самотності та зрозуміти мотиви поведінки оточуючих.

## У ролях
- Кайрат Махмедов — головна роль
- Індіра Жексембаєва — головна роль
- Балжан Бейсембекова — головна роль
- Самат Бейсембін — роль другого плану
- Талгат Асетов — роль другого плану
- Марат Мухамед'янов — роль другого плану
- Д. Шапагатов — роль другого плану
- М. Мутаєв — роль другого плану
- А. Стамбеков — роль другого плану

## Знімальна група
- Режисер — Дарежан Омірбаєв
- Сценарист — Дарежан Омірбаєв
- Оператор — Аубакір Сулєєв
- Композитор — Гульсара Мукатаєва